# Wooly
Wooly is een televisieserie van de zender BabyTV met 25 afleveringen. De serie gaat over een kleine vijfjarige jongen genaamd Wooly, die eenvoudige uitdagingen en dilemma's oplost door zijn eigen originele ideeën en creativiteit te gebruiken. De serie wordt gepresenteerd in rijmpjes, vergelijkbaar met een kinderboek. Het werd uitgezonden van 2005-2020, en het werd geproduceerd door PIL Animation.

## Afleveringsstructuur
Elke aflevering begint met rode, blauwe, gele en groene "benen" die enkele lijnen tekenen. De regels gaan dan over naar het titulaire personage naarmate de titel "Wooly" wegvalt. Vervolgens gaat het scherm over naar een achtergrond in schoolbordstijl, waarbij de ‘benen’ verschillende scenario’s verkennen; sommigen van hen waren aan elke aflevering gebonden. Het grootste deel van elke aflevering begint, waarin de verteller het boek leest waarin Wooly verschillende avonturen beleeft, terwijl de woorden in rijmpjes worden gepresenteerd. Elke aflevering eindigt dan met de woorden "The End", die overgaan naar de aftiteling.

### Afleveringen
1. Wooly en de wolk
2. Wooly en de donker
3. Wooly in de speeltuin
4. Wooly en de donder
5. Wooly en de plas
6. Wooly droomt een droom
7. Wooly en de berg
8. Wooly en de sneeuw
9. Wooly en de zee
10. Wooly en de tractor
11. Wooly en de walvis
12. Wooly en de tuin
13. Wooly en de Kiddy-auto
14. Wooly en de wind
15. Wooly speelt muziek
16. Wooly en de vlieger
17. Wooly graaft een gat
18. Wooly en de Wolken
19. Wooly en de Fee
20. Wooly en de hete dag
21. Wooly en de waterval
22. Wooly en de volgende dag
23. Wooly en de Jakhalzen
24. Wooly en de show
25. Wooly en de danspartij